# 大柴裕介
大柴 裕介（おおしば ゆうすけ、1975年7月27日 - ）は、日本のファッションモデル、俳優である。東京都出身。ビーナチュラル所属。

## 概要
メンズファッション誌のモデルやバンド「SCUM BANDiTZ」のメンバーとして活躍中。同じく俳優でモデルの渋川清彦やカメラマンの内藤啓介らとともにオリジナルブランド「Rotar」を手がけている。特技はスケートボード。2008年に結婚した。

## 人物
人形町でスケートボーディングをしていたところ、たまたまスケートボーダーの尾澤彰に出会った。それ以来、尾澤を慕っており「いろいろなことを教わった本当に尊敬する人で、今でも会えば可愛がってもらっています」としている。

## 主な出演

### 映画
- 青い春（2002年）
- ナイン・ソウルズ（2003年）
- HOLY DISASTER（2014年）

### ゲーム
- 鈴木爆発（エニックス）

### PV
- 秦基博「Dear Mr.Tomorrow」（2012年）

## モデルとしての活動

### 雑誌
- MEN'S NON-NO
- smart